# چولاب
چولاب، روستایی است از توابع بخش کوچصفهان شهرستان رشت در استان گیلان ایران. رودخانه سفیدرود از جنوب این روستا گذر می‌کند. چولاب با روستاهای فشتم، ابراهیم سرا، رشت آباد و کیسم همجوار است. روستا دارای آب برق،گاز، اینترنت پر سرعت و تلفن بوده و دارای راه آسفالت می‌باشد که در سال گذشته مرمت شده
مدرسه دبستان روستا بنام شهید آیت‌الله دستغیب چولاب می‌باشد و یک مدرسه راهنمایی دخترانه نیز بنام راه زهرا دارد. آرامگاه امامزاده قاسم چولاب از اماکن زیارتی این روستاست. در سال اخیر یک پارک نیز در این روستا احداث شده‌است و موجب ایجاد فضایی پر نشاط در روستا گردیده. در روستا ایجاد دفتر پیشخوان و پست بانک باعث رفاه حال مردم شده است از جاذبه‌های گردشگری این روستا سواحلسفیدرود می‌باشد پارک جنگلی سفیدرود به وسعت بیست پنچ هکتار با تغییر مسیر این رودخانه در جنوب این روستا به وجود آمده و مکانی است برای تفریح و سپری کردن اوقات فراغت برای اهالی روستا و شهرهای دور و نزدیک. همچنین روستا دارای دو زمین ورزشی فوتبال می‌باشد. زمین فوتبال جدید به تازگی در جزیره سپیدرود احداث شده.
فاصله چولاب تا مرکز شهر لولمان چهار كيلومتر  و تا مركز  شهر كوچصفهان هفت كيلومتر و تا مركز شهرستان و استان (رشت) پانزده كيلومتر می‌باشد. اتوبان رشت لاهیجان از وسط روستا عبور می‌کند و روستا را به دو بخش شمالی و جنوبی تقسیم می‌نماید. شغل اکثر مردم روستا کشاورزی و دامداری است. شاليزارهاي برنج عمده ترين سهم از اراضي كشاورزي روستاي چولاب را به خود اختصاص داده‌اند. علاوه بر آن درصدي از اراضی روستا به باغات مثمر وغير مثمر تعلق دارد.
در چولاب دامداري به شيوه سنتي جهت رفع نيازهاي روزانه خانوارها انجام می‌شود. نوع دام مورد  پرورش در اين روستا گاو و گوساله مي‌باشد. در حاشیه اتوبان رستوران‌های زیادی وجود دارد و به تازگی یک هتل نیز در روستا احداث شده. در سالهای اخیر فروشگاه ‌های بزرگ نیاز مردم به بازار بیرون از روستا را کاهش داده‌اند. قهوه خانه‌ها محل دور هم نشینی مردمان روستا است.
ارتباط این روستا با سایر روستاها و شهرها به واسطه اتوبان رشت_ لاهیجان صورت می‌گیرد، اما در جنوب به واسطه عبور رودخانه سپیدرود ارتباط این روستا با دهستان کیسم قطع می‌باشد، هر چند در سال‌های دور یک راه آبی با قایق بین دو روستا وجود داشت، در سال نود هفت برای اولین بار اهالی چولاب موفق به احداث یک پل چوبی بین دو روستا شدند که پس از چند روز برچیده شد.

## جمعیت
این روستا در جنوب شرق لولمان قرار دارد و براساس سرشماری مرکز آمار ایران در سال ۱۳۹۵، جمعیت آن ۹۹۲ نفر  (۳۵۳خانوار) بوده‌است.